# Sclerotheca viridiflora
Sclerotheca viridiflora är en klockväxtart som beskrevs av Thomas Frederic Cheeseman. Sclerotheca viridiflora ingår i släktet Sclerotheca och familjen klockväxter. Inga underarter finns listade i Catalogue of Life.